# 살라 히수
살라 히수(아랍어: صلاح حيسو)는 모로코의 장거리달리기 선수(1972년 1월 16일 ~ )로 1999년 세계 육상 선수권 대회에서 5000m 금메달을 획득하였다.
그는 또한 1996년 브뤼셀에서 26분 38.08초와 함께 10000m 세계 기록을 세우기도 하였고, 애틀랜타 올림픽에서 그 종목의 동메달을 땄다.